# سيانيد البروم
سيانيد البروم هو مركب لاعضوي سام صيغته BrCN، ويوجد على شكل صلب عديم اللون.

## التحضير
يحضر المركب من تفاعل عنصر البروم مع سيانيد الصوديوم في محاليا مائية عند درجات حرارة دون 20 °س:
{\displaystyle \mathrm {Br_{2}+NaCN\longrightarrow NaBr+BrCN} }
كما يمكن التحضير انطلاقاً من مركبات الثيوسيانات، مثل ثيوسيانات البوتاسيوم أو ثيوسيانات الأمونيوم مع البروم في الأوساط المائية:
{\displaystyle \mathrm {SCN^{-}+4\ Br_{2}+4\ H_{2}O\longrightarrow \ } }{\displaystyle \mathrm {BrCN+7\ Br^{-}+SO_{4}^{2-}+8\ H^{+}} }

## الخواص
يوجد المركب في الشروط القياسية من الضغط ودرجة الحرارة على هيئة صلب بلوري عديم اللون، وهو يتفاعل مع الماء (تفاعل حلمهة). أما في الأوساط القاعدية مثل هيدروكسيد الصوديوم فيعطي المركب سيانات الصوديوم بالإضافة إلى بروميد الصوديوم:
{\displaystyle \mathrm {BrCN+2\ OH^{-}\longrightarrow CNO^{-}+Br^{-}+H_{2}O} }
عند درجات حرارة مرتفعة وبوجود بروميد الألومنيوم تتكاثف ثلاث وحدات من سيانيد البروم إلى بروميد السيانوريك:

## الاستخدامات
من التطبيقات المهمة لسيانيد البروم استخدامه الكيمياء الحيوية في مجال دراسة تسلسل البروتينات؛ وكذلك استخدامه في مجال استخراج الذهب.